# Imunoglobulina A

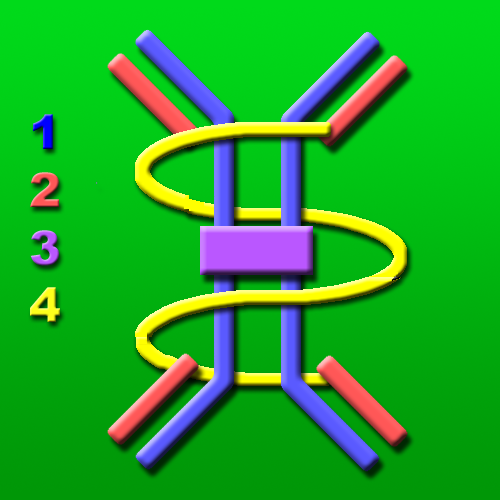
A molécula de IgA dimérica

Imunoglobulina A (IgA ou sIgA, sua forma secretória) é um anticorpo que representa 15-20% das imunoglobulinas do soro humano. No ser humano, mais de 80% da IgA ocorre sob a forma monomérica e está presente no sangue nesta forma. É um anticorpo que tem função crucial na atividade imune de membranas mucosas. A quantidade de IgA produzida em associação a essas membranas é maior do que todos os tipos de anticorpos produzidos no total. Em termos absolutos, entre 3 a 5 gramas são secretados no lúmen intestinal a cada dia.
A IgA é a imunoglobulina predominante em secreções: saliva, lágrima, leite, mucosas do trato gastrointestinal, trato respiratório e geniturinário. Nestas secreções ela se une a um componente secretor (70.000 daltons), e forma a IgA secretora. Esta é composta por 2 unidades (dimérica) ligadas a uma cadeia J unida na sua porção FC no componente secretor. A função desse componente é proteger a molécula das enzimas hidrolíticas (destrutivas). O principal papel da IgA é proteger o organismo da invasão viral ou bacteriana através das mucosas.
Divide-se em duas subclasses: IgA1 e IgA2, e pode ser produzida tanto como um monômero quanto como um dímero. A IgA dimérica é a mais prevalente e também é chamada de IgA secretora (sIgA). A sIgA é a principal imunoglobulina encontrada em secreções glandulares, incluindo lágrimas, saliva, suor, colostro e secreções dos tratos geniturinário, gastrointestinal, da próstata e do epitélio respiratório. Também é encontrada no sangue em pequenas quantidades. O componente secretor da sIgA protege a imunoglobulina de ser degradada por enzimas proteolíticas, permitindo, portanto, que ela sobreviva no ambiente gastrointestinal, além de promover proteção contra microrganismos que se multiplicam nessas secreções. A sIgA também é capaz de inibir a atividade inflamatória de outras imunoglobulinas, mas tem baixa atividade ativadora de complemento e sua opsonização é fraca.

## Formas

### IgA1 x IgA2
A IgA existe como duas isoformas, IgA1 e IgA2 e são proteínas densamente glicosiladas. Enquanto a IgA1 predomina no soro (~80%), a IgA2 tem maior proporção em secreções (~35%). A proporção entre células secretoras de IgA1 e IgA2 varia nos diferentes tecidos linfoides:
- IgA1 é a subclasse predominante no soro. A maioria dos tecidos linfoides tem uma predominância de células produtoras de IgA1;[8]
- IgA2 tem cadeias leves e pesadas que não estão ligadas por dissulfetos, mas sim por ligações não-covalentes. Nos tecidos linfóides secretores (como o tecido linfático associado ao intestino ou GALT, em inglês), a produção de IgA2 é maior do que nos órgãos linfáticos não secretores (baço, nódulos linfáticos periféricos).

Tanto a IgA1 como IgA2 foram encontrados em secreções externas, como colostro, leite materno, lágrimas e saliva, onde se tem um predomínio da IgA2 em comparação ao sangue. Antígenos polissacarídicos tendem a induzir mais IgA2 do que antígenos de proteínas.

### Soro x IgA secretora
É possível diferenciar as formas da IgA de acordo com a sua localização: a IgA sérica e a IgA secretora.
No caso da IgA secretora, ela é encontrada em secreções glandulares e são polímeros compostos por 2 a 4 monômeros de IgA ligados por duas cadeias adicionais e cujo peso molecular é de 385,000 D. Uma das cadeias adicionais é a cadeia J (do inglês joining, de ligação), um polipeptídeo de massa molecular 15 kD e rico em cisteína com uma estrutura completamente diferente das outras cadeias de imunoglobulinas. Essa cadeia é formada nas células IgA do tipo secretoras.
A forma oligomérica da IgA na mucosa secretora externa também contém um polipeptídeo de massa molecular também grande (70 kD) chamado de componente secretor produzido pelas células epiteliais. Essa molécula tem origem do receptor poli-Ig (130 kD), responsável pela captação e transporte transcelular da IgA oligomérica (não a monomérica) pelas células epiteliais até as secreções dos fluidos corporais já citados.

## Fisiologia

### IgA sérico
No sangue, a IgA interage com o receptor Fc do tipo FcαRI (ou CD89), expresso em células imunes efetoras para dar início às reações inflamatórias. A ligação do FcαRI pela IgA contendo complexos imunes causa citotoxicidade mediada por células dependente de anticorpos (do inglês ADCC), degranulação de eosinófilos e basófilos, fagocitose por monócitos, macrófagos e neutrófilos, e ativação de atividade respiratória intensa por leucócitos polimorfonucleares.

### IgA secretora
A alta prevalência da IgA nas áreas mucosas é resultado de uma cooperação entre células B plasmáticas que produzem IgA polimérica e as células epiteliais mucosas que expressam o receptor para imunoglobulina polimérica (do inglês pIgR). A IgA polimérica (principalmente o dímero secretor) é produzido por células B plasmáticas na lâmina adjacente às superfícies mucosas e se liga ao pIgR na superfície basolateral das células epiteliais, sendo endocitado para dentro. O complexo IgA-receptor passa pelos compartimentos celulares antes de ser secretado para a superfície luminal das células epiteliais ainda ligado ao seu receptor. Há uma proteólise do receptor e o IgA dimérico junto de uma porção do seu receptor chamada de componente secretório (sIgA) que estão livres para se difundir pelo lúmen. Nos intestinos, a IgA pode-se ligar à camada de muco que recobre as células epiteliais. Dessa forma, uma barreira capaz de neutralizar ameaças antes de atingirem as células epiteliais é formada.
A produção de sIgA contra antígenos específicos depende da amostragem de células M e células dendríticas, ativação de células T e comutação da classe das imunoglobulinas da GALT, linfonodos mesentéricos e folículos linfoides isolados no intestino delgado.
O sIgA age primeiramente pelo bloqueio dos receptores epiteliais (ligando aos patógenos, por exemplo) através de uma ligação que faz um impedimento estérico nas células epiteliais e por exclusão imune. A exclusão imune é um processo de aglutinação dos antígenos polivalentes ou patógenos fazendo ligações cruzadas entre eles e os anticorpos, "prendendo-os" na camada mucosa e/ou removendo-os peristalticamente. As cadeias oligossacarídicas do componente da IgA podem se associar com a camada mucosa que está acima das células epiteliais. Como a IgA é uma opsonina fraca e uma ativadora de complemento fraca, apenas se ligar a um patógeno acaba não necessariamente sendo o suficiente para contê-lo: epítopos específicos podem ser necessários para impedir estericamente o acesso ao epitélio.
Clearance da IgA é mediada em partes pelos receptores asialoglicoproteicos, que reconhecem os N-glicanos da IgA com terminação de galactose.